# Panicum poliophyllum
Panicum poliophyllum är en gräsart som beskrevs av Stephen Andrew Renvoize och Fernando Omar Zuloaga. Panicum poliophyllum ingår i släktet vipphirser, och familjen gräs. Inga underarter finns listade i Catalogue of Life.